# Louignac
Louignac é uma comuna francesa na região administrativa da Nova Aquitânia, no departamento de Corrèze. Estende-se por uma área de 21,91 km². Em 2010 a comuna tinha 238 habitantes (densidade: 10,9 hab./km²).